# Kristoffer Olsson
Mats Kristoffer Olsson (født d. 30. juni 1995) er en svensk professionel fodboldspiller, som spiller for Superliga-klubben FC Midtjylland og Sveriges landshold.

## Klubkarriere

### Arsenal
Olsson kom gennem ungdomsakademiet først hos IK Sleipner og efter hos IFK Norrköping. Som ungdomsspiller trak Olsson stor opmærksomhed fra flere klubber i Europa, og det endte med at han i 2011 skiftede til engelske Arsenal. Han fik sin førsteholdsdebut for Arsenal i september 2013 i en League Cup-kamp imod West Bromwich Albion.

### Midtjylland
Olsson skiftede i september 2014 til FC Midtjylland på en lejeaftale for resten af året. I december 2014 blev det annonceret at han ville skifte til Midtjylland på en fast aftale.

### AIK
Olsson vendte i januar 2017 hjem til Sverige, da han skiftede til AIK.

### Krasnodar
Efter to år med den stockholmske klub, skiftede Olsson i januar 2019 til russiske FK Krasnodar.

### Anderlecht
Olsson skiftede i juli 2021 til belgiske RSC Anderlecht.

#### Leje til Midtjylland
Olsson vendte i august 2022 tilbage til FC Midtjylland, da han skiftede til klubben på en lejeaftale med en købsoption.

## Landsholdskarriere

### Ungdomslandshold
Olsson har repræsenteret Sverige på flere ungdomsniveauer. Han var del af Sveriges U/21-trup som vandt U/21-Europamesterskabet i 2015.

### Seniorlandshold
Olsson debuterede for Sveriges landshold den 8. januar 2017. Han var del af Sveriges trup til EM 2020.

## Titler
Midtjylland
- Superligaen: 1 (2014-15)

AIK
- Allsvenskan: 1 (2018)

Sverige U/21
- U/21-Europamesterskabet: 1 (2015)